# Doxocopa ornatina
Doxocopa ornatina är en fjärilsart som beskrevs av Felix Bryk 1938. Doxocopa ornatina ingår i släktet Doxocopa och familjen praktfjärilar. Inga underarter finns listade i Catalogue of Life.